# Secret Story 3 - Casa Dos Segredos
Cet article concerne la version portugaise de Secret Story. Pour la version française, voir Secret Story.
Secret Story 3 - Casa Dos Segredos est une télé-réalité portugaise.